# 그랜드 호텔 레이캬비크
그랜드 호텔 레이캬비크(Grand Hótel Reykjavík)는 59m에 14층으로 아이슬란드에서 가장 높은 호텔이다. 314개의 객실과 레스토랑, 스파가 있다. 2007년 추가공사가 완료되면서 레이캬비크 노르디카 힐튼 호텔 & 리조트를 꺾고 아이슬란드에서 가장 높은 호텔이 되었다.

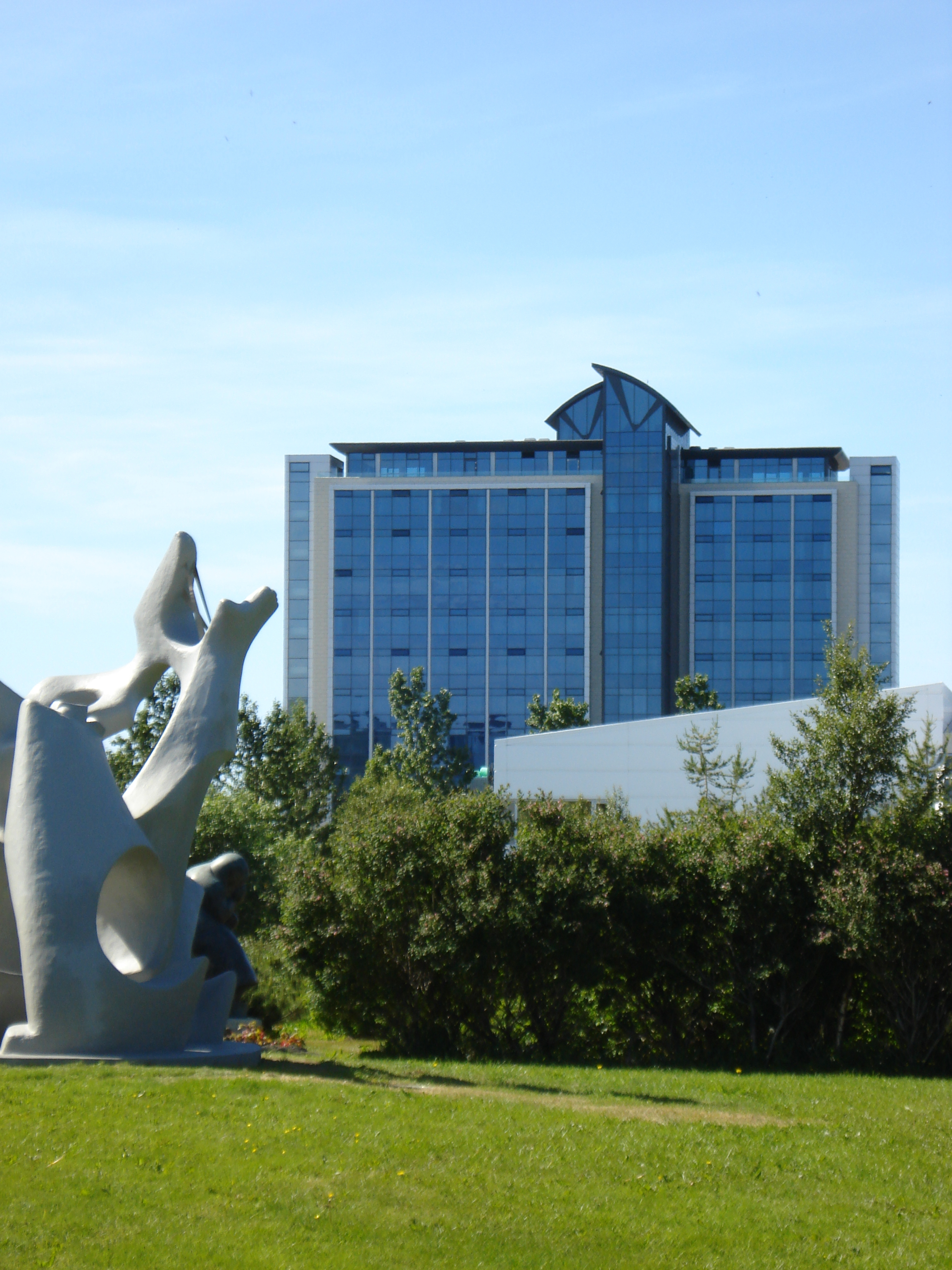

## 같이 보기
- 아이슬란드의 마천루 목록